# Nectria trachylaena
Nectria trachylaena är en svampart som beskrevs av Syd. 1938. Nectria trachylaena ingår i släktet Nectria och familjen Nectriaceae.   Inga underarter finns listade i Catalogue of Life.